# Латинізація кирилиці
Романізація кирилиці – це процес перетворення тексту, написаного кирилицею, на латинський (або романський) альфабет, або система такого перетворення.
Перетворення скриптів можна класифікувати як побуквенну транслітерацію, або фонематичну або фонетичну транскрипцію звуків мови, хоча на практиці більшість систем мають характеристики обох.
Системи транслітерації:
- ISO 9
- Латинізація білоруської мови
- Латинізація болгарської мови
- Латинізація киргизької мови
- Латинізація македонської мови
- Латинізація перської (таджицької)
- Латинізація російської мови
- Латинізація сербської мови
- Латинізація української мови
- Наукова транслітерація кирилиці

Транскрипція:
- Міжнародний фонетичний алфавіт